# Estación de Elche Alta Velocidad
Elche Alta Velocidad es una estación ferroviaria situada en el municipio de Elche, en la provincia de Alicante. Se encuentra en la partida rural de Crevillente, a 6 km de la ciudad de Elche y a 4 km de la vecina localidad de Crevillente.
Fue puesta en servicio el 1 de febrero de 2021 y ofrece servicios de alta velocidad.

## Situación ferroviaria
La estación se encuentra en el punto kilométrico 482,2 del ramal de Murcia de la Línea de Alta Velocidad Madrid - Levante y en el Corredor Mediterráneo de Alta Velocidad, líneas ferroviarias que actualmente se encuentran en servicio hasta Orihuela.
A petición del Ayuntamiento de Elche, el Ministerio de Fomento estudiará su conexión con la línea convencional Alicante-Murcia mediante a una nueva variante que permita la unión con el casco urbano a través de servicios de Cercanías. Así mismo, también se buscará una solución para un futuro desdoblamiento del túnel urbano de Elche, obra que permitiría un mayor paso de trenes de Cercanías y Media Distancia, lo que posibilitaría la entrada de los servicios de alta velocidad en la estación de Elche-Parque, y a su vez, su parada en el Aeropuerto de Alicante-Elche y en Alicante, gracias a la futura variante de la línea convencional que atravesará la Sierra de Colmenares.

## Historia
El edificio presupuestado en 40 millones de euros contará con una superficie de 5250 m², su diseño será moderno y singular. En su proyección se ha tenido en cuenta los últimos criterios de ecosostenibilidad y de accesibilidad universal. El edificio estará distribuido en dos plantas con una cubierta cuya estructura de madera adoptará una forma ondulada. Bajo ésta, los espacios se organizarán en dos volúmenes cerrados, alargados y paralelos a línea ferroviaria, el primero contará con una única planta, y el segundo, el contiguo a los andenes, contará con dos. Entre los dos se situará el vestíbulo de 1000 m², y entre los andenes y el segundo volumen, la zona acotada de embarque.
La zona de uso público se situará en planta baja, está constará del centro de viajes (con seis puntos de venta y un puesto de información, la oficina de atención al cliente y máquinas autoventa de billetes), la consigna, aseos y un área comercial de 1600 m².
Las dependencias internas del personal de Adif se situarán en el segundo volumen, ocupando parte de su planta baja y la totalidad de la primera planta. Estas consistirán en un gabinete de circulación, un centro de control y vigilancia, una sala de interventores, vestuarios y aseos de personal, oficinas, almacenes e instalaciones complementarias.
La infraestructura ferroviaria se emplazará en la primera planta. Ésta contará con 4 vías, las dos centrales serán pasantes y las laterales contarán con sus dos correspondientes andenes de 400 m de longitud y 10 m de anchura, parcialmente protegidos por la cubierta de la estación. A ellos se accederá mediante escaleras mecánicas y ascensores y entre ellos se unirán mediante un paso inferior también situado en planta baja.

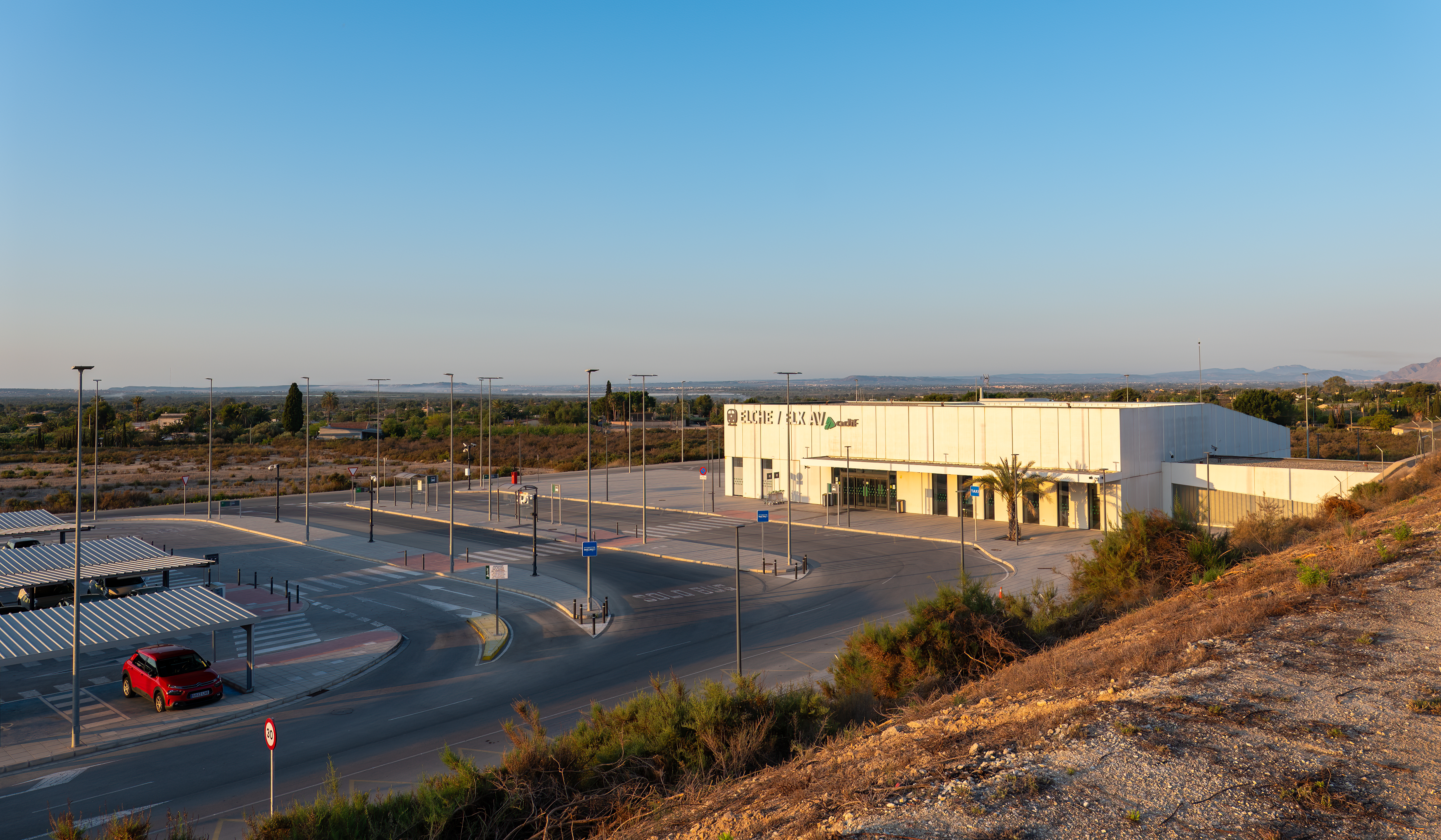
Vista del exterior de la estación

En el exterior de edificio está previsto la construcción de un vial de acceso de 2 km de longitud que conectará con la carretera nacional 340 en la rotonda aledaña a la salida 523 de la autovía A-7. En la urbanización exterior está proyectada la creación de zonas ajardinadas, un aparcamiento de 15 140,70 m² con 560 plazas, y espacios reservados para personas de movilidad reducida. La infraestructura poseerá un estacionamiento de taxi con capacidad para 20 vehículos, parada de autobús, plazas para autocares y zona de parada momentánea para subida/bajada rápida de viajeros. Además, para prevenir el acceso no permitido a las instalaciones, el recinto dispondrá de un vallado de protección.

## Servicios ferroviarios
Desde el 1 de febrero de 2021 efectúan parada trenes AVE del servicio entre las estaciones de Madrid Puerta de Atocha y Orihuela-Miguel Hernández, con paradas dirección Madrid en Alicante-Terminal, Villena AV, Albacete-Los Llanos y Cuenca-Fernando Zóbel con un tiempo de viaje de aproximado 2:10 horas con Madrid y de 20-25 minutos con Murcia.
Desde la inauguración del tramo Orihuela-Murcia el 20 de diciembre de 2022, se prestan 8 servicios Avant de lunes a viernes y 6 los fines de semana entre Murcia y Alicante, con paradas en dirección Murcia en Callosa de Segura-Cox, Orihuela y Beniel, siendo sin paradas intermedias en dirección Alicante.

### Futuro
En un futuro cercano se prevé la llegada la estación de trenes Avant con dos servicios, uno entre las estaciones de Valencia-Joaquín Sorolla y Murcia del Carmen, con paradas en Villena AV y Játiva dirección Valencia y en Orihuela-Miguel Hernández dirección Murcia. Y el otro entre Alicante-Término y Almería con paradas en Orihuela-Miguel Hernández, Murcia del Carmen, Lorca-Sutullena y Vera-Almanzora
Por otra parte se espera la declaración de OSP por parte del Ministerio de Fomento del trayecto entre Elche, y Albacete-Los Llanos para que tengan una tarificación propia de trenes Avant pese a que el trayecto se realice con trenes AVE. Además de los servicios Euromed que conecten por medio de alta velocidad con Castellón, Campo de Tarragona y Barcelona-Sants por un lado y por el otro hacía Cartagena, Lorca-Sutullena y Almería.
En lo referente al servicios de Cercanías recientemente el MITMA ha aprobado el estudio informativo para conectar la estación con la Línea C-1 (Cercanías Murcia/Alicante), lo que permitiría la conexión con las estaciones del núcleo urbano Elche-Carrús, Elche-Parque y la eliminación de estos servicios en la de Crevillente, pasando a ser Elche AV, la estación que de servicios de Cercanías al cercano municipio de Crevillente, al estar esta mucho mejor ubicada, que el vetusto apeadero del Barrio de la Estación.

## Accesos

### Carretera
El acceso a la estación se realiza por la nueva carretera de acceso a la estación desde la N-340 o por el Camino de Mallorca también desde la N-340. Desde la autovía A-7 la salida 523 da acceso a la N-340.

### Transporte público
Desde la puesta en funcionamiento de la estación, prestan servicio los taxis con licencia en el municipio de Elche y también cuenta con servicio de Autobuses Urbanos de Elche, cuya línea R4 es la encargada de conectar la estación con el casco urbano, pasando por el barrío de Altabix, Zona Centro y Avenida de la Libertad. Por otra parte la Generalidad Valenciana será la encargada de la puesta en funcionamiento de las líneas que comuniquen la estación con el municipio de Crevillente y con diversos municipios de la comarca de la Vega Baja.